# Synagoga w Ołomuńcu
Synagoga w Ołomuńcu (czes. Synagoga v Olomouci) – synagoga znajdująca się w Ołomuńcu, w Czechach, obecnie nieistniejąca.
Synagoga została zbudowana w 1897 r. według planów architekta Jakoba Gartnera. Była jednym z najbardziej charakterystycznych budynków w całym mieście, wyróżniała ją wielka kopuła oraz dwie wieże zwieńczone kopułkami. Wnętrze było niezwykle bogato zdobione. Synagoga była jedną z najwspanialszych i największych żydowskich domów modlitwy w Czechosłowacji.
Wieczorem z 15 na 16 marca 1939 r. synagoga została zdewastowana i następnie spalona przez nazistów, którzy później zakazali straży pożarnej gasić pożar. Po zniszczeniu przedmioty i dekoracje, które pozostały w synagodze zostały rozkradzione przez złodziei. W 1941 r. usunięto zgliszcza bożnicy, a teren po niej przekształcono w park. Po wojnie, w 1955 r., na miejscu synagogi stanął pomnik Lenina i Stalina, który usunięto w 1990 r.
Obecnie znajduje się w tym miejscu parking, a synagogę upamiętnia jedynie tablica z 1990 r. na budynku wydziału przyrodniczego Uniwersytetu Palackiego. Znajduje się na niej okolicznościowy napis i wizerunek nieistniejącej synagogi.

## Galeria

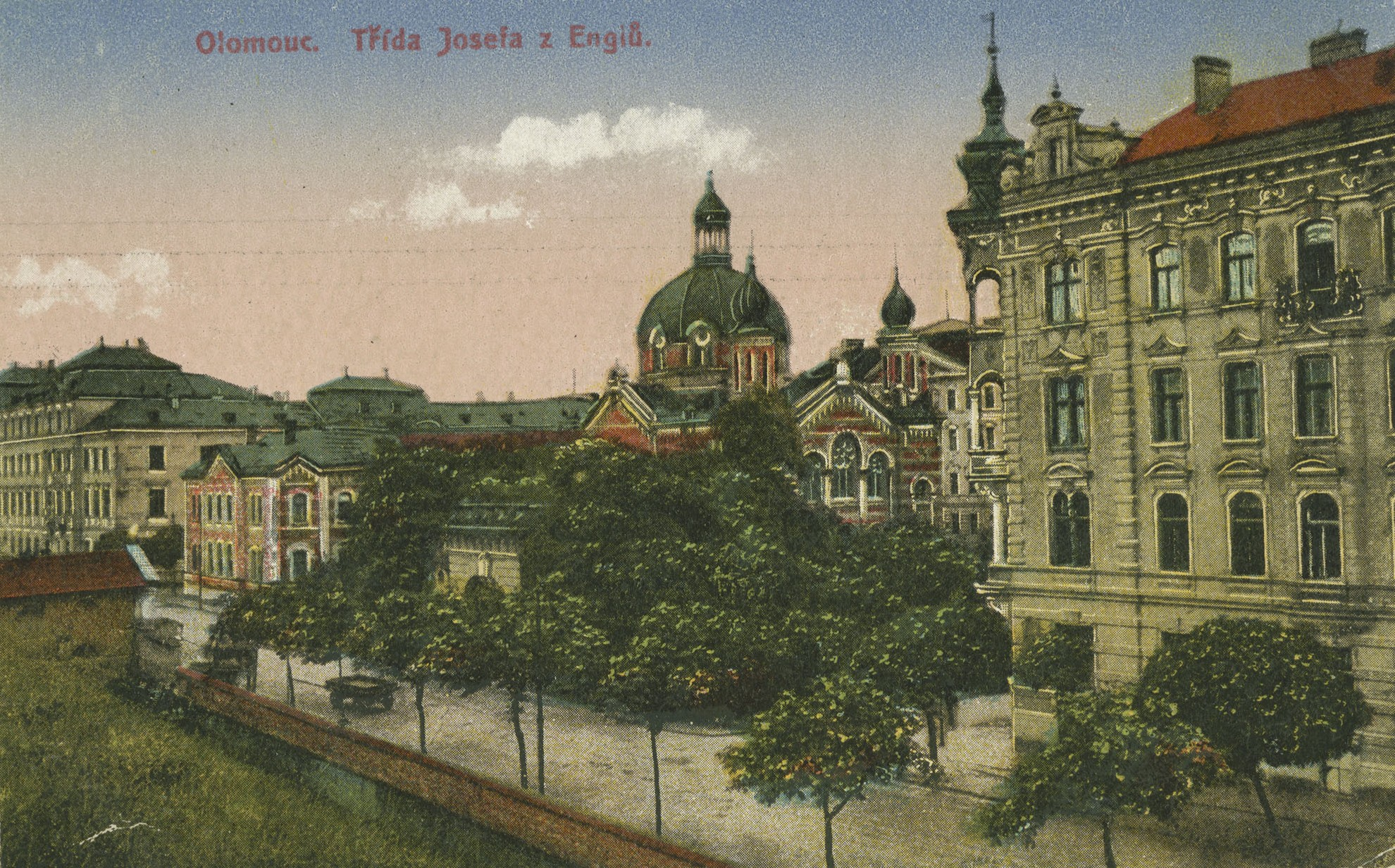
Synagoga
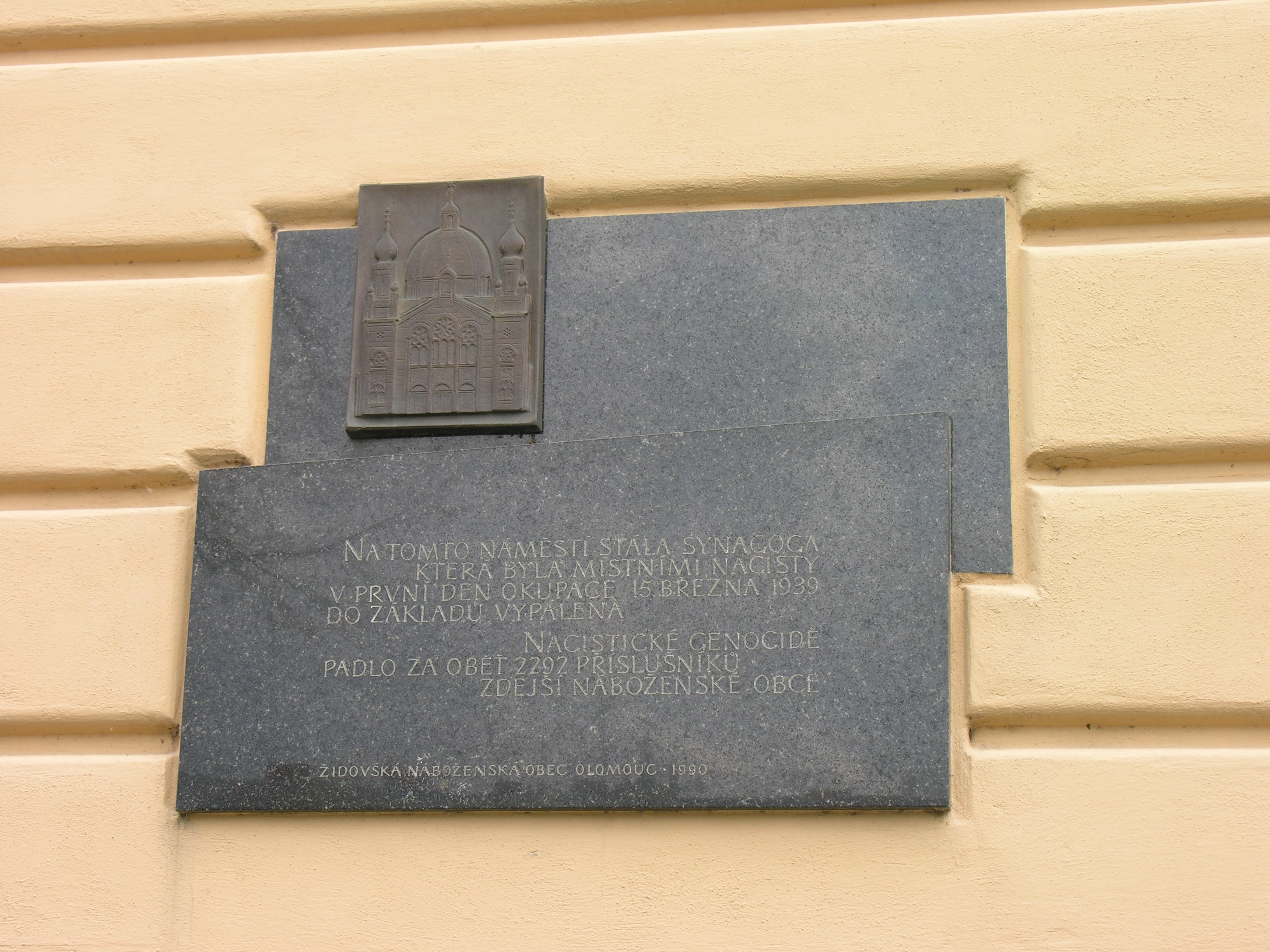
Tablica pamiątkowa